# Трони, Джузеппе
Джузеппе Трони (итал. Giuseppe Troni, порт. José Troni; 1739, Турин — 1810, Лиссабон) — итальянский художник эпохи барокко. Придворный художник португальской Брагансской династии.

## Жизнь и творчество
Родился в семье художника Алессандро Трони. Первые уроки рисунка получил под руководством своего отца, затем продолжил профессиональное обучение в Риме. Писал преимущественно портреты на холсте маслом, а также миниатюры. Занимался также религиозной живописью. В Италии работал при королевских дворах в Неаполе и Турине.
В 1785 году Джузеппе Трони переезжает с семьёй в Португалию и получает место придворного художника при королевском дворе в Лиссабоне. Здесь он рисует портреты как членов королевской фамилии, так и придворной знати, грандов королевства. Среди наиболее известных работ живописца - портреты королевы Марии I и алтарная картина, написанная Джузеппе Трони в 1793 году для главного алтаря церкви королевского дворца Бемпоста («дворца Королевы»).

## Галерея

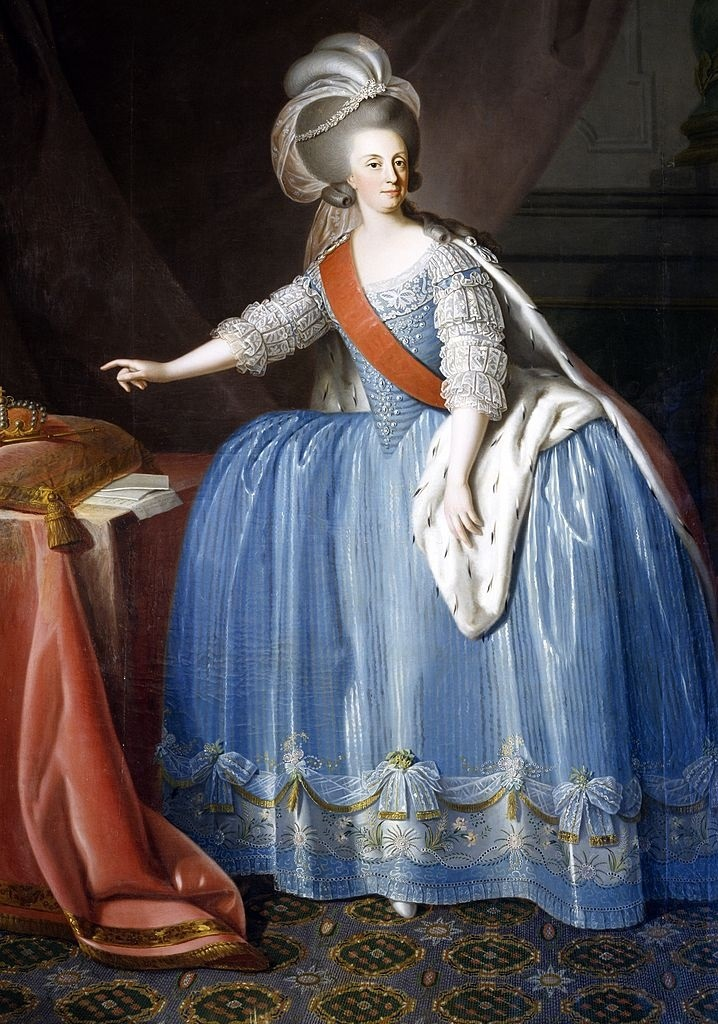
Портрет королевы Марии I Португальской
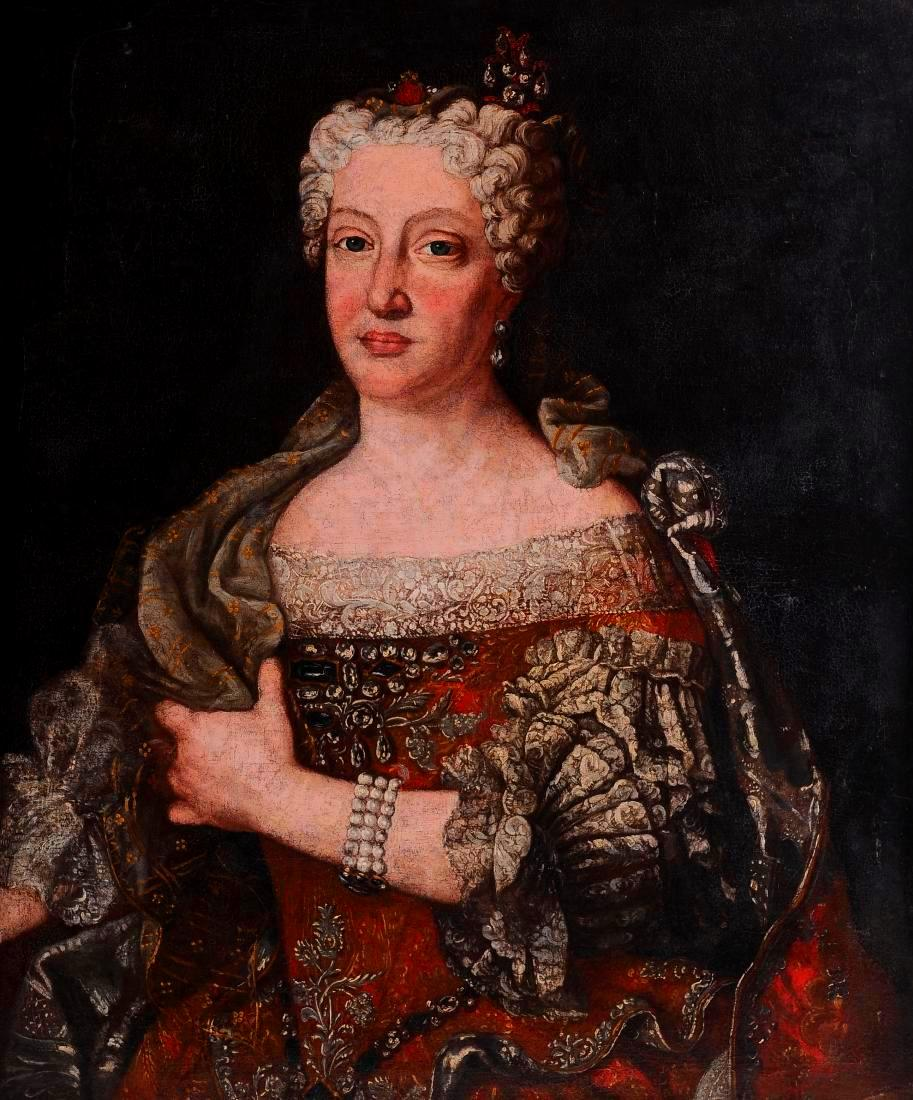
Портрет Марии-Анны Австрийской
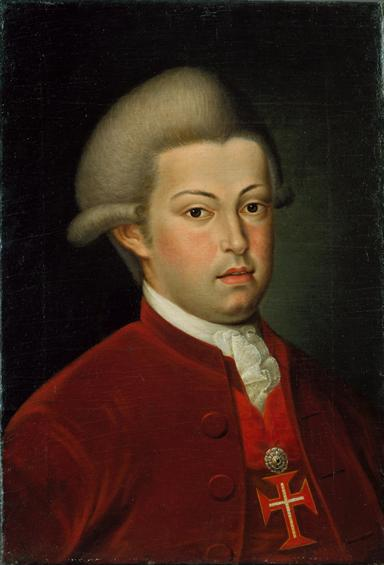
Портрет короля Жуана VI, принца Бразильского
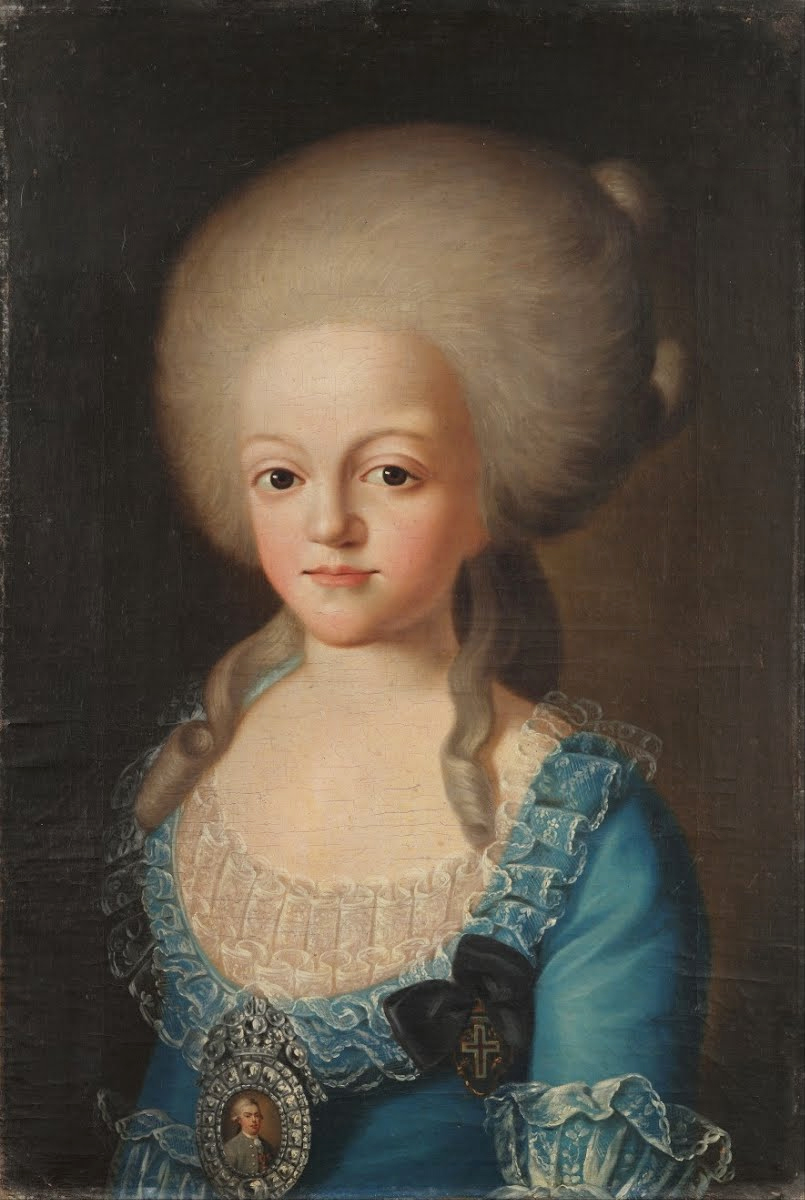
Портрет Карлотты-Хоакины де Бурбон Испанской
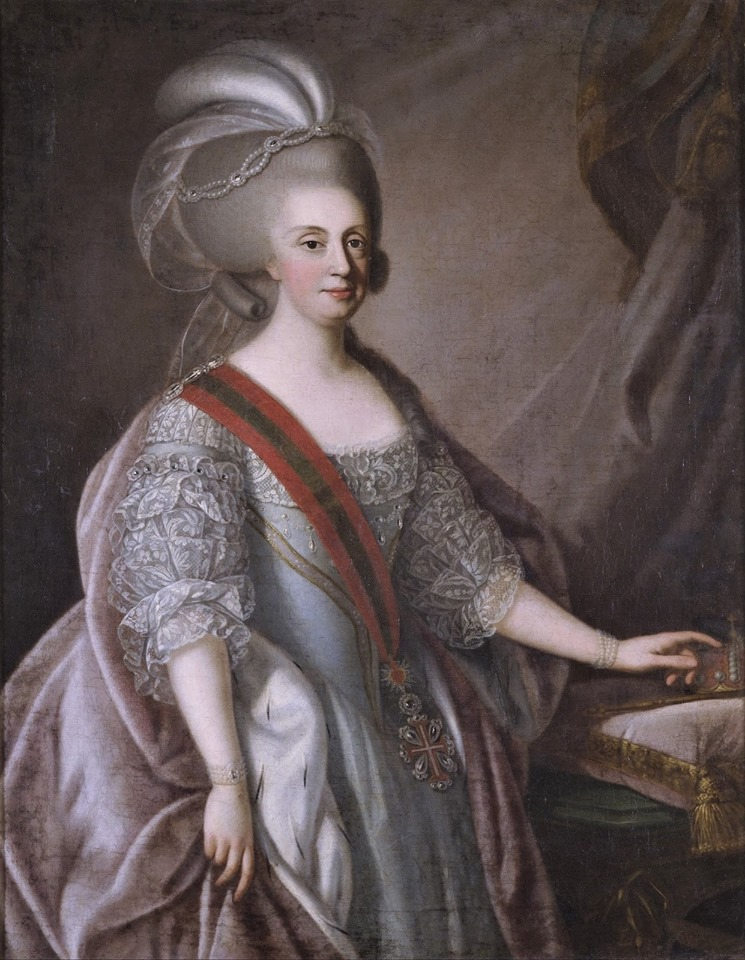
Портрет королевы Марии I
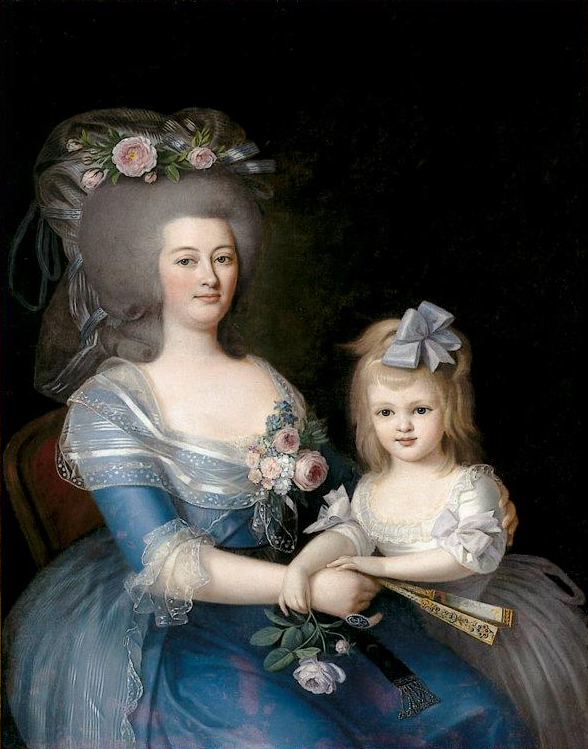
Портрет Катарины-Надин де Арриага с дочерью.